# Josef Anton Berchtold
Pour les articles homonymes, voir Berchtold.
Ne doit pas être confondu avec Josef Berchtold ou Joseph Berchtold.
Josef Anton Berchtold (né le 27 juin 1780 à Greich, mort le 9 mars 1859 à Sion) est un prêtre catholique et géographe suisse.

## Biographie
Il est le fils de Peter Berchtold, un fermier. Après le collège de Brigue, il fait ses études au séminaire de Sion. Entre 1803 et 1816, il est curé à Loèche-les-Bains. Il est également directeur du séminaire de Sion de 1807 à 1811. En 1808, il devient chanoine titulaire et en 1816 capitulaire ordinaire. Entre 1816 et 1826, il sert comme prêtre pénitencier. Berchtold est ensuite promoteur de la foi dans le Bas-Valais de 1830 jusqu'à sa mort. Il est également doyen de la basilique de Valère à partir de 1837. En 1840, il fait construire le siège épiscopal de Sion, qui est rénové en 1982.
En 1822, il s'oppos à la doctrine jésuite dans un opuscule sur des questions théologiques. Dans un rapport qui décrit son clergé au moment de son élection en 1830 au nouvel évêque de Sion Maurice-Fabien Roten (de), Berchtold apparaît comme un libéral.
Il se fait connaître comme le fondateur des écoles élémentaires de Sion et de Loèche-les-Bains. Il participe également à la loi sur l'instruction publique de 1828. Il est également à l'origine de la création d'une compagnie d'assurances et en 1853 d'un fonds de règlement des dettes. Il organise également des mesures de secours, par exemple à l'occasion de la crue du Rhône en 1839 et les incendies de Nax et de Betten.
Il est également important pour le cadastre du Valais. Initialement sans commission, il commence la triangulation de la région en 1829. À partir de 1834, il travaille pour le compte de l'État. Son travail sert de base à la carte topographique de la Suisse. Le Dom des Mischabel, en français la Cathédrale, est baptisé en son hommage.
Il est également actif en tant qu'auteur d'ouvrages spirituels et scientifiques. L'ouvrage Das Gebet des Herrn nachgefühlt, publié en 1859, est mis à l’Index librorum prohibitorum le 7 juillet 1859.